# Radňovice
Radňovice är en ort i Tjeckien. Den ligger i regionen Vysočina, i den centrala delen av landet, 130 km sydost om huvudstaden Prag. Radňovice ligger 625 meter över havet och antalet invånare är 316.
Terrängen runt Radňovice är lite kuperad. Runt Radňovice är det ganska tätbefolkat, med 160 invånare per kvadratkilometer. Närmaste större samhälle är Nové Město na Moravě, 2,8 km öster om Radňovice. Omgivningarna runt Radňovice är en mosaik av jordbruksmark och naturlig växtlighet.